# 神庭亜夢
神庭 亜夢（かんば あむ、1991年9月15日 - ）は、日本の元タレントである。千葉県出身、マグニファイに所属していた。姉の神庭美帆と共にお笑いコンビ「神庭姉妹」としても活動していた。

## 人物・来歴
- 特技は逆さ言葉、寄り目リレー、趣味はショッピング、コスメ収集、韓流ドラマ。日本語検定4級を持っている。
- 2010旭産業祭ミス七夕コンテストで、「Queen」に選ばれる。
- プロマージュ→ウエ・コーポレーション→マグニファイ所属。
- 芸能人女子フットサルチーム「Team Blue Mountain」のメンバーだったが、退団した。
- 本人から改名の発表は無いが、ブログ[2]にて、自ら「亜夢」と名乗り初めている事が確認出来る。
- LINE1億ユーザー達成記念映像の1人目に登場している。[3]
- 日テレジェニック2013の候補生（99名）に選ばれたが、アイドルの穴2013出演50人には残れなかった。なお候補生紹介動画にて「神庭姉妹は解散した」とコメントしている。
- 6月16日、第16回日本・パラオ親善プリンセス選考会にて、日本でのPR活動を担当するイメージガール（7名）に選出された[4]。

## 出演

### TV
- Harajuku ロンチャーズ（2002年9月30日 - 2003年3月27日、BS朝日）神庭彩でレギュラー
- BSブランチ（2008年7月19日、BS TBS）神庭姉妹で出演
- 有田とマツコと男と女（2010年11月11日、TBS）神庭姉妹で出演
- 今夜!モンドラやろうぜ!（2011年12月23日 - 2012年1月18日、千葉テレビ・テレビ神奈川）神庭姉妹で出演
- ギルガメッシュLIGHT（2012年1月13日 - 12月21日、BSジャパン）神庭姉妹で出演[5]
- 壇蜜のエプロンディナー（11月17日、エンタ!959）#2ゲスト
- イマドキ女子を丸裸!ガールスナイパー（2013年1月13日、関西テレビ）

### WEB
- cancam.TV 読者NAP（2011年1月27日）神庭彩
- Ray websnap（6月23日）神庭あや[6]
- オシャレに恋したシンデレラ～おかりえが夢を叶えるまで～（10月、BeeTV）以下「神庭亜夢」名義
- RUNWAY channel SNAP（10月9日）
- グラ☆スタ！バンバン（11月5日、スカイクラッドTV）神庭姉妹で出演
- You gotta SUNDAY（11月13日、あっ!とおどろく放送局）神庭姉妹で出演
- Akiba de アイドル（11月29日、スカイクラッドTV）神庭姉妹で出演
- 物件紹介（2012年2月12日、エイブルチャンネル）[7]
- 元祖!パチンコ店ホールバラエティー ～グラP八王子のなんかキテル☆（3月8日 - ニコニコミュニティ）メインMC、共演:櫻井ゆりの[8]
- アキバ☆女子短気大学2学期（11月24日 - 2013年4月27日・6月22日、USTREAM）[9]共演:仲野ひろみ、樋口結花、橘沙奈
- 【平塚競輪】FⅠナイター サテライト横浜カップ 10/12（土）【決勝】（10月12日、ニコニコ生放送）ゲスト、共演:みあ、木三原さくら

### DVD
- 戦慄ショートショート「コワバナ 恐噺 黒い部屋」（2012年7月4日）エピソード 「忘れ物」共演:小原春香

### 雑誌
- 「Scawaii!」
- ヤングマガジン （2012年第20号、講談社）神庭姉妹で掲載
- 週刊プレイボーイ（2012年42号）

### 舞台
- FLYING PIRATES ネバーランド漂流記-featuringGUY'S-（サンリオピューロランド、2011年4月8日 - 11日、ルフィーナ（A）役）神庭彩

### ライブ（神庭姉妹で出演）
- メルシートゥライブVol.1（2008年4月29日）
- 大部屋ダイヤモンド（2011年11月2日・12月5日）
- 石井光三オフィス アッパーズROUND54（11月17日）
- 神庭姉妹の目指せ!冠番組!TVで言えない無修正トーク[10]

1. 2012年12月13日
2. 2013年1月27日